# 蓟州关帝庙
蓟州关帝庙属于中国古代“官庙”，是一座位于中国天津市蓟州区武定街北侧的寺庙建筑，该建筑目前为一般保护等级历史风貌建筑。

## 历史
蓟州关帝庙的始建年代不详，在元、明、清三代都曾重修。中华人民共和国成立后，蓟州关帝庙先后作为粮库、干部家属宿舍和蓟县粮食局，现为蓟州区旅游经济委员会管理使用。

## 建筑
蓟州关帝庙座北朝南，前殿为七檩硬山式建筑，前殿内梁为清代重修，为露明造。后殿面阔三间，内部设有顶棚，大殿的瓦饰为装饰有黄琉璃硬山顶，东西配殿均为面阔三间、硬山瓦顶、前出廊。东西配殿和前殿、大殿相围合呈四合院的形式。